# Medaille voor het achthonderdjarig bestaan van Moskou

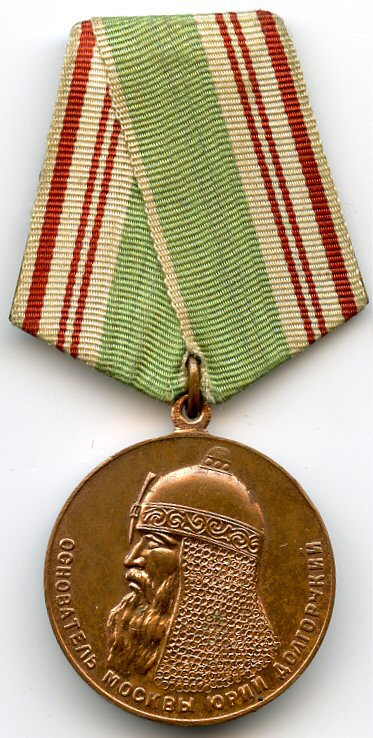
de medaille

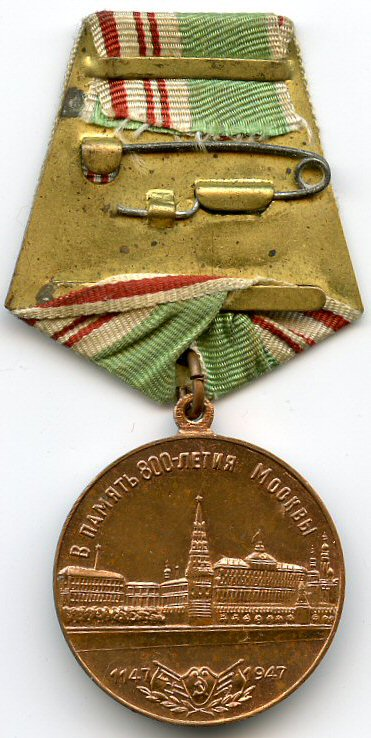
achterzijde, met beeltenis van het Kremlin

De Medaille voor het achthonderdjarig bestaan van Moskou (Russisch: Медаль «В память 800-летия Москвы») werd in 1947 ingesteld bij de herdenking van het officieel 800-jarig bestaan van de stad Moskou. Het Presidium van de Opperste Sovjet verleende de medaille vanaf 20 september 1947 aan alle burgers van de Sovjet-Unie die in oorlogs- of vredestijd ten dienste waren geweest van de stad Moskou. De medaille werd in totaal 1 733 400 maal uitgereikt. Arbeiders, technici en werknemers van industriële bedrijven, transport- en stadsdiensten van Moskou, wetenschappers, kunstenaars, docenten en gezondheidswerkers, ambtenaren en partijleden, vakbondsleden en werknemers van de Komsomol konden de medaille ontvangen op voorwaarde dat deze personen in Moskou of zijn voorsteden hadden verbleven voor een periode van minstens 5 jaar.
Op de ronde koperen medaille is Tsaar Joeri Dolgoroeki afgebeeld. Op de achterzijde is het Kremlin afgebeeld. De medaille heeft een diameter van 37 mm.
Het ontwerp voor de medaille was van S.L. Tulchinsky en Ivan Ivanovich Dubasov.